# Associação de Voleibol de São Vicente e Granadinas
A Associação de Voleibol de São Vicente e Granadinas  (em inglesːSaint Vincent and the Grenadines Volleyball Association) é  uma organização fundada em 1987 que governa a pratica de voleibol São Vicente e Granadinas,sendo membro da Federação Internacional de Voleibol, a entidade é responsável por  organizar  os campeonatos nacionais de  voleibol masculino e feminino no país.